# مارکو کونیگز
مارکو کونیگز (انگلیسی: Marco Königs؛ زادهٔ ۲۵ ژانویهٔ ۱۹۹۰) بازیکن فوتبال اهل آلمان است.
از باشگاه‌هایی که در آن بازی کرده‌است می‌توان به باشگاه فوتبال یان رگنسبورگ، باشگاه فوتبال فورتونا دوسلدورف، باشگاه فوتبال اس‌سی فورتونا کلن، باشگاه فوتبال وهن ویسبادن، و باشگاه فوتبال وورتسبورگ کیکرز اشاره کرد.